# Алпайн (национальный парк)
Алпайн (англ. Alpine National Park) — национальный парк, расположенный на востоке штата Виктория (Австралия). Площадь — 6 474 км².
Является одним из 11 объектов группы природных парков и резерватов Австралийские Альпы.

## История
Национальный парк был создан 1989 году.

## Описание
Национальный парк расположен на востоке штата Виктория. В одном из узких участков парк пересекает туристическая дорога шоссе B500 Great Alpine Road, между городами Диннер-Плейн и Харриствилл. На северо-востоке ограничивается административной границей штата и граничит с национальным парком Косцюшко. Парк охватывает большую часть наивысших точек Большого Водораздельного хребта в штате Виктория. Здесь расположены наивысшая точка штата — гора Богонг (1 986 м) и высокогорная равнина Богонг.

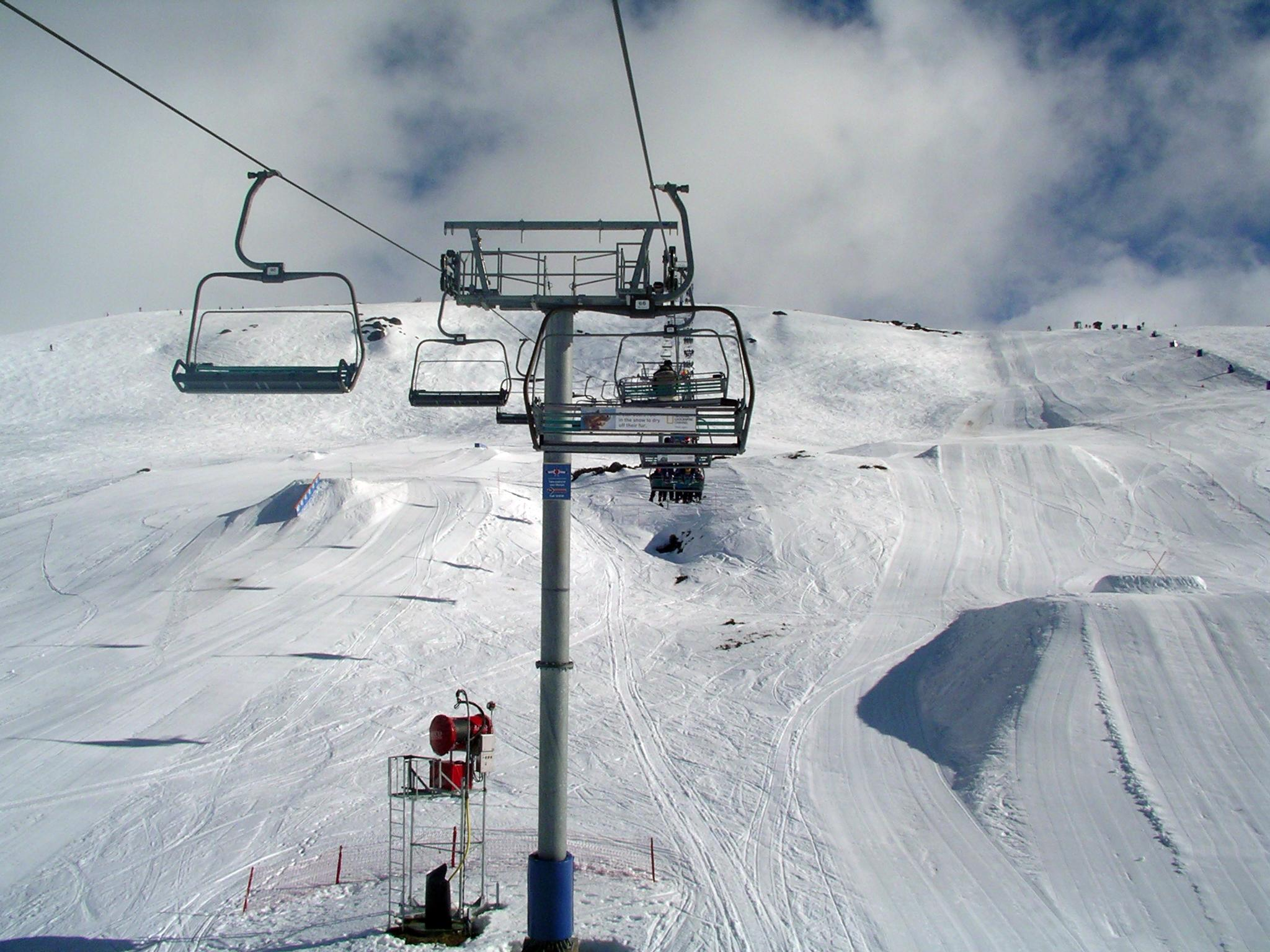
Канатная дорога в Фоллс-Крик (Виктория)

Летом парк является популярным местом для пешего туризма, езды по бездорожью на велосипедах и машинах (офф-роуд), рыбалки, а зимой — охоты. Большая часть парка зимой труднодоступны из-за обильных снегопадов. Маунт-Хотам и Фоллс-Крик — горнолыжные курорты, прилегающие к парку, доступ к которым зимой возможен только на лыжах через равнину Богонг.

## Природа
Растительность высокогорной равнины Богонг представлена субальпийскими лесами и лугами. Высо́тами ниже расположены тропические леса, которые порой смешиваются с эвкалиптовыми лесами.